# Juan Rafael Mora Porras
Juan Rafael Mora Porras (San José, 8 febbraio 1814 – Puntarenas, 8 settembre 1860) è stato un politico costaricano.

## Biografia
Vicepresidente della Costa Rica dal 1847, ne fu eletto presidente nel 1849. Nel 1856 incitò la popolazione a combattere contro l'avventuriero William Walker; in tale guerra ebbe luogo la celebre vicenda di Juan Santamaría.
Deposto nel 1859, morì fucilato dopo aver tentato invano di riprendere il potere.